# Veliký Brázdim
Veliký Brázdim je malá vesnice ležící ve Středočeském kraji, v okrese Praha-východ. Spadá pod obec Brázdim (dříve Veliký Brázdim), od které leží 1 km na sever.
Žije zde 52 obyvatel, nachází se zde hospoda, mateřská a základní škola a čistička odpadních vod. V obci se bude nacházet dům pro seniory,který je ve výstavbě.

## Další fotografie

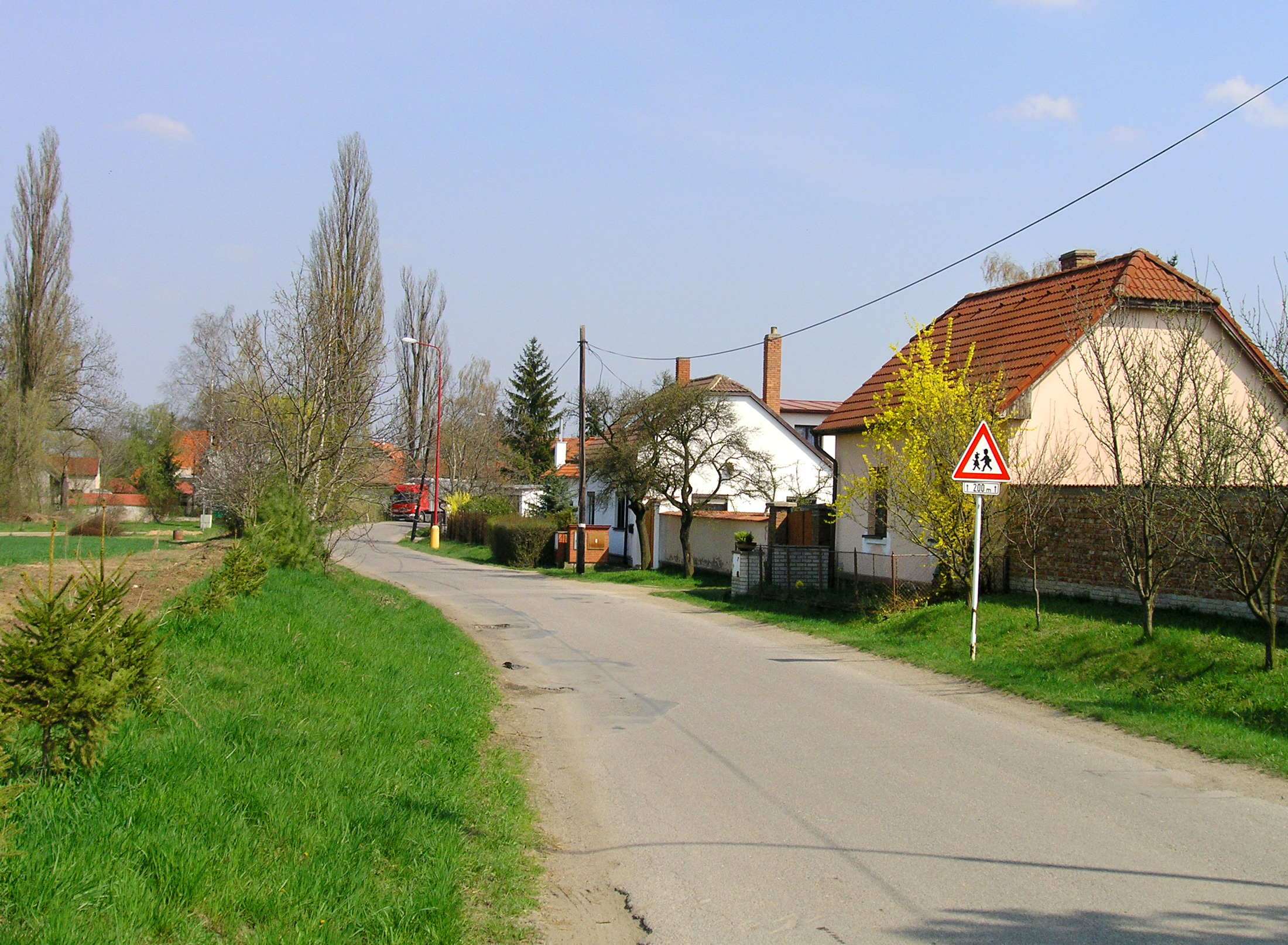
Západní část vesnice
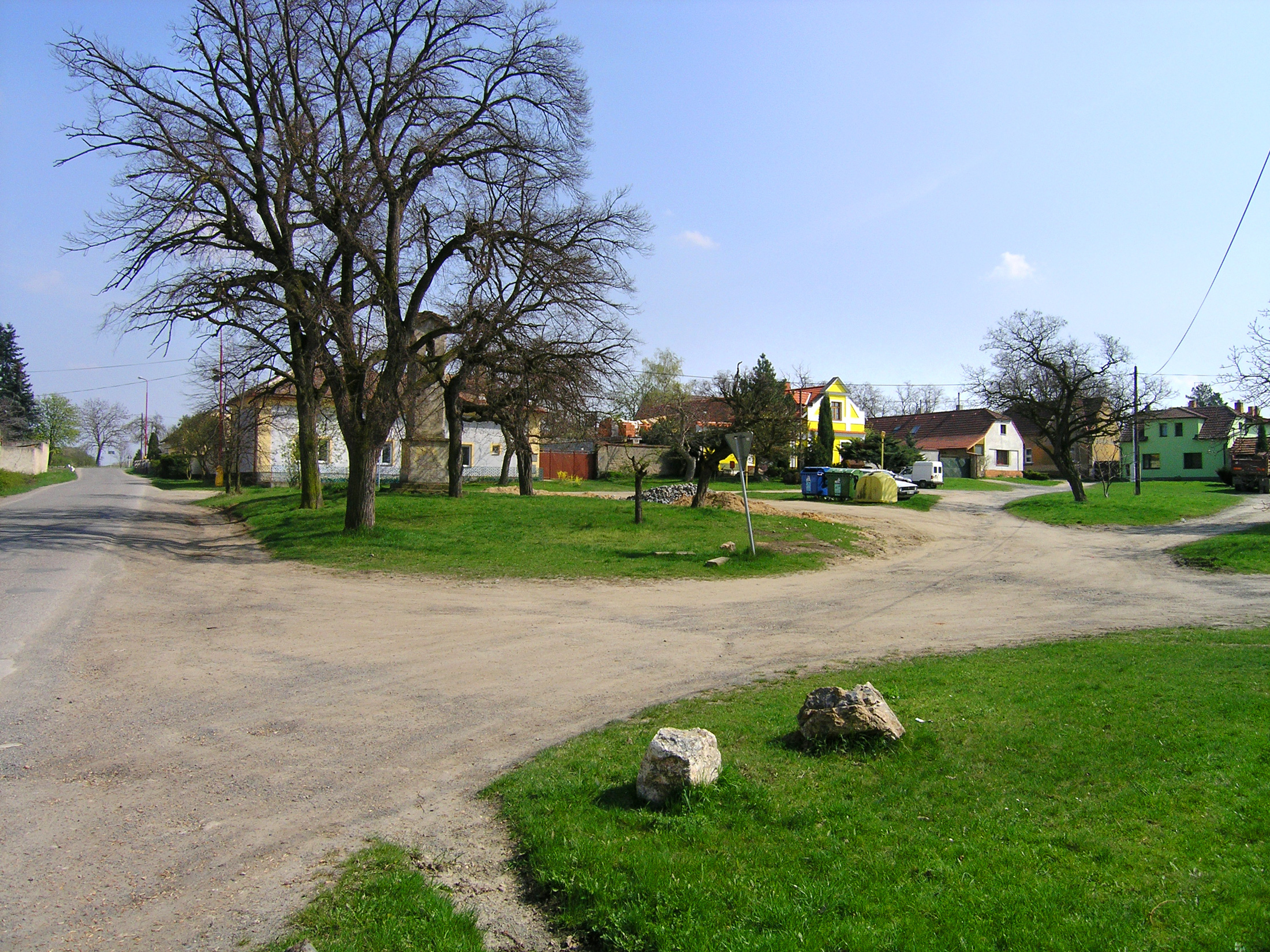
Náves